# Traktat z Bangkoku

Strefa bezatomowa w Azji Południowo-Wschodniej

Traktat z Bangkoku (ang. Southeast Asian Nuclear-Weapon-Free Zone Treaty) – umowa międzynarodowa tworząca strefę bezatomową w obszarze południowo-wschodniej Azji, ułożona w języku angielskim, podpisana w Bangkoku 15 grudnia 1995.
Zgodnie z art. 16 wszedł w życie 27 marca 1997, z chwilą złożenia do depozytu 7 ratyfikacji. Depozytariuszem jest Tajlandia. Sekretariat ONZ wedle wymogów art 102 Karty Narodów Zjednoczonych zarejestrował Traktat 27 czerwca 1997. Do Traktatu należy 10 państw.